# Blerim Rrustemi
Blerim Rrustemi (* 4. Februar 1983 in Vučitrn, SFR Jugoslawien, heute Kosovo) ist ein ehemaliger albanischer Fußballspieler, der in Kanada aufwuchs und auch dessen Staatsbürgerschaft besitzt.

## Karriere

### Verein
Der beidfüßige Innenverteidiger schloss sich erst im Alter von 17 Jahren, also im Jahr 2000, einem Fußballverein an; seine erste Station war CS Azzurri Toronto, wo er auch schon einige Spiele in der Kampfmannschaft bestritt. Die Hinrunde der folgenden Saison verbrachte Rrustemi bei Toronto Supra. Zur Rückrunde ging er nach Brasilien und unterschrieb einen Vertrag bei Portuguesa São Paulo. Nachdem er in der Anfangsphase seiner Karriere die Familie des uruguayischen Fußballspielers Diego Forlán kennen lernte, die ihn fortan auch im Laufe seiner weiteren Karriere unterstützte, wechselte er 2002 zu Defensor Sporting in die uruguayische Primera División. Dort kam er zu einigen Erstligaeinsätzen.
Im Frühjahr 2004 wurde Blerim von Borussia Mönchengladbach zum Probetraining eingeladen und wenig später für die zweite Mannschaft verpflichtet. Den Kontakt zu den „Fohlen“ hatte sein am Niederrhein wohnender Bruder hergestellt, der zu Beginn auch als sein Dolmetscher fungierte.
Nach der Saison 2006/07, die mit dem Abstieg in die Oberliga endete, entschloss sich Rrustemi, den Verein zu verlassen. Er wechselte ablösefrei zum dänischen Erstligisten AC Horsens, wo sein Vertrag jedoch Ende des Jahres 2007 wieder aufgelöst wurde. In der Winterpause der Saison 2007/08 wechselte Rrustemi zum Regionalligisten FC Rot-Weiß Erfurt, den er am Saisonende in Richtung Zypern zu Alki Larnaka verließ.
Blerim Rrustemi, der auch im defensiven Mittelfeld eingesetzt werden kann, ist für seine aggressive Spielweise bekannt, die man eher in der englischen Premier League als in deutschen Amateurligen vermuten würde. Selbst sagt er: „Wenn ich mich in Deutschland nicht durchsetzen kann, wäre England ganz sicher eine Alternative.“
Im Sommer 2010 wechselte Rrustemi zum NRW-Liga-Aufsteiger FC Wegberg-Beeck. Zur Saison 2011/12 schloss er sich dem Goslarer SC 08 aus der Oberliga Niedersachsen an, mit dem er gleich in seiner ersten Saison Meister wurde und in die Regionalliga Nord aufstieg. Nach zwei Jahren in Goslar kehrte der Verteidiger 2013 nach NRW zurück und schloss sich dem Regionalligisten SSVg Velbert an. In der Winterpause der Saison 2013/14 löste er seinen Vertrag auf und ging für den Rest der Saison in die Oberliga Niederrhein zu Ratingen 04/19. Im Sommer 2014 wechselte er zum Rheydter Spielverein in die Bezirksliga, bei dem er wieder mit den ehemaligen Mönchengladbach-Profis René Schnitzler und Lawrence Aidoo zusammenspielte. Nach dem Abstieg in die Kreisliga schloss er sich 2015 dem Landesligisten SC Union Nettetal an. Mit dem Verein stieg er 2018 in die Oberliga Niederrhein auf, doch schon ein Jahr später unterschrieb er einen Vertrag beim Bezirksligisten 1. FC Viersen. Dort stieg er auf Anhieb in die Landesliga auf und war dort bis zu seinem Karriereende im Sommer 2022 aktiv.

### Nationalmannschaft
Blerim Rrustemi wurde von Otto Barić, dem Trainer der albanischen Nationalmannschaft, erstmals im Februar 2007 zu einem Lehrgang eingeladen. Inzwischen hatte Rrustemi auch die albanische Staatsbürgerschaft erhalten. Sein erstes Spiel für Albanien bestritt er am 22. Oktober 2007 in einem Freundschaftsspiel gegen Malta (3:0). Bis zum Jahresende folgten noch zwei weitere Einsätze, ehe er nicht mehr berücksichtigt wurde.